# Speak of the Devil
Speak of the Devil é um álbum ao vivo lançado por Ozzy Osbourne em 1982. Brad Gillis tocou para Ozzy nesse álbum, assumindo a guitarra depois do falecimento de Randy Rhoads. Era para ser um álbum com canções de Ozzy da carreira solo mas acabou sendo de covers do Black Sabbath em respeito a Randy Rhoads e também em provocação ao Black Sabbath.

## Faixas
| N.º            | Título                           | Duração |  |
| 1.             | "Symptom of the Universe"        | 5:41    |  |
| 2.             | "Snowblind"                      | 4:56    |  |
| 3.             | "Black Sabbath"                  | 6:04    |  |
| 4.             | "Fairies Wear Boots"             | 6:33    |  |
| 5.             | "War Pigs"                       | 8:35    |  |
| 6.             | "The Wizard"                     | 4:43    |  |
| 7.             | "N.I.B."                         | 5:35    |  |
| 8.             | "Sweet Leaf"                     | 5:55    |  |
| 9.             | "Never Say Die"                  | 4:18    |  |
| 10.            | "Sabbath Bloody Sabbath"         | 5:34    |  |
| 11.            | "Iron Man/Children of the Grave" | 9:12    |  |
| 12.            | "Paranoid"                       | 3:10    |  |
| Duração total: | Duração total:                   | 70:16   |  |

## Créditos
- Ozzy Osbourne – vocal
- Brad Gillis – guitarra
- Rudy Sarzo – baixo
- Tommy Aldridge – bateria